# KBCオーガスタゴルフトーナメント
KBCオーガスタゴルフトーナメントは、KBC九州朝日放送主催による日本ゴルフツアー機構（JGTO）公認の男子プロゴルフトーナメントの一つである。
2015年から2019年までは（2020年は中止）RIZAP KBCオーガスタゴルフトーナメントとして実施されていた。2021年からはSansan KBCオーガスタゴルフトーナメントとして開催されている。

## 大会概要
1973年に第1回大会が福岡市東区の福岡カンツリー倶楽部和白コース で開催され、以降第10回大会まで行われた。1983年以降は毎年8月下旬に福岡県糸島市の芥屋ゴルフ倶楽部（1992年、九州志摩カントリークラブ芥屋ゴルフコースから改称）を会場に国内トッププロゴルファーが多数集結、九州地方で行われる数少ない晩夏のビッグトーナメントとして成長した。またこの大会は日本男子ツアーで唯一の高麗グリーンにより行われている。2021年現在、賞金総額1億円、優勝賞金2000万円。
過去にはダイワ精工、久光製薬、株式会社ドーム（アンダーアーマー日本総代理店）が特別協賛として冠スポンサーとなっていた。2007年については特別協賛スポンサーが付かず、冠スポンサーなしで開催された（久光製薬、アンダーアーマーは大会スポンサーとして参加しており、初頭スポンサーに久光製薬が担当）。2008年大会から山梨県に本社を置く水素水製造メーカー・VanaH（2009年5月1日、バナから社名変更）の特別協賛により「VanaH杯KBCオーガスタゴルフトーナメント」として開催されることになり、2013年まで担当した。2014年は福岡市に本社を置く不動産仲介業のアールズエバーラスティングが冠スポンサーになり、「アールズエバーラスティングKBCオーガスタゴルフトーナメント」となり、2015年から2019年までは、RIZAPの協賛による「RIZAP KBCオーガスタゴルフトーナメント」となり、2021年度からは法人向けクラウド名刺管理サービス会社のSansanが特別協賛になり、大会名も「Sansan KBCオーガスタゴルフトーナメント」と変更になる。
2009年8月29日の予選ラウンドでは、14歳21日のアマチュア選手である伊藤誠道が、通算3アンダーの54位で予選を通過し、ツアー最年少予選記録を更新した。これまでの記録は2004年9月に伊藤涼太が記録した14歳2か月7日。
2008年より大会イメージソングを起用しており、（番宣CMやKBCの生ワイド番組のスポーツコーナーでも使用）2008年〜2016年まではTUBE、2017年〜2019年まではコブクロ、2021年からはEXILEがそれぞれ担当している。
2023年4月にKBCのロゴが刷新され、制作クレジットで使用した一方、本大会のロゴは2023年のみ従来のロゴを使用し、2024年から変更となった。

## 歴代優勝者
| Sansan KBCオーガスタゴルフトーナメント                    | Sansan KBCオーガスタゴルフトーナメント | Sansan KBCオーガスタゴルフトーナメント | Sansan KBCオーガスタゴルフトーナメント | Sansan KBCオーガスタゴルフトーナメント   |
| 開催回                                                    | 開催期間                               | 優勝者名                               | スコア                                 | 開催コース                               |
| --------------------------------------------------------- | -------------------------------------- | -------------------------------------- | -------------------------------------- | ---------------------------------------- |
| 第51回                                                    | 2024年8月22日 - 25日                   | 香妻陣一朗                             | -19                                    | 芥屋ゴルフ倶楽部                         |
| 第50回                                                    | 2023年8月24日 - 27日                   | 宋永漢（ソン・ヨンハン                 | -17                                    | 芥屋ゴルフ倶楽部                         |
| 第49回                                                    | 2022年8月25日–28日                     | 河本力                                 | -16                                    | 芥屋ゴルフ倶楽部                         |
| 第48回                                                    | 2021年8月26日–29日                     | スコット・ビンセント                   | -17                                    | 芥屋ゴルフ倶楽部                         |
| RIZAP KBCオーガスタゴルフトーナメント                     |                                        |                                        |                                        |                                          |
| 開催回                                                    | 開催期間                               | 優勝者名                               | スコア                                 | 開催コース                               |
| 第48回                                                    | 2020年                                 | 新型コロナウイルス感染拡大の影響で中止 | 新型コロナウイルス感染拡大の影響で中止 | 新型コロナウイルス感染拡大の影響で中止   |
| 第47回                                                    | 2019年8月29日 - 9月1日                 | 比嘉一貴                               | -26                                    | 芥屋ゴルフ倶楽部                         |
| 第46回                                                    | 2018年8月23日 - 26日                   | 出水田大二郎                           | -14                                    | 芥屋ゴルフ倶楽部                         |
| 第45回                                                    | 2017年8月24日 - 27日                   | 池田勇太                               | -18                                    | 芥屋ゴルフ倶楽部                         |
| 第44回                                                    | 2016年8月25日 - 28日                   | 石川遼                                 | -15                                    | 芥屋ゴルフ倶楽部                         |
| 第43回                                                    | 2015年8月27日 - 30日                   | 池田勇太                               | -20                                    | 芥屋ゴルフ倶楽部                         |
| アールズエバーラスティングKBCオーガスタゴルフトーナメント |                                        |                                        |                                        |                                          |
| 開催回                                                    | 開催期間                               | 優勝者名                               | スコア                                 | 開催コース                               |
| 第42回                                                    | 2014年8月28日 - 31日                   | 藤田寛之                               | -12                                    | 芥屋ゴルフ倶楽部                         |
| VanaH杯KBCオーガスタゴルフトーナメント                    |                                        |                                        |                                        |                                          |
| 開催回                                                    | 開催期間                               | 優勝者名                               | スコア                                 | 開催コース                               |
| 第41回                                                    | 2013年8月29日 - 9月1日                 | S・J・パク                             | -12                                    | 芥屋ゴルフ倶楽部                         |
| 第40回                                                    | 2012年8月23日 - 26日                   | 金亨成（キム・ヒョンソン）             | -18                                    | 芥屋ゴルフ倶楽部                         |
| 第39回                                                    | 2011年8月25日 - 28日                   | 裵相文                                 | -22                                    | 芥屋ゴルフ倶楽部                         |
| 第38回                                                    | 2010年8月26日 - 29日                   | 谷原秀人                               | -22                                    | 芥屋ゴルフ倶楽部                         |
| 第37回                                                    | 2009年8月27日 - 30日                   | 池田勇太                               | -21                                    | 芥屋ゴルフ倶楽部                         |
| 第36回                                                    | 2008年8月28日 - 31日                   | 甲斐慎太郎                             | -10                                    | 芥屋ゴルフ倶楽部                         |
| KBCオーガスタゴルフトーナメント                           |                                        |                                        |                                        |                                          |
| 開催回                                                    | 開催期間                               | 優勝者名                               | スコア                                 | 開催コース                               |
| 第35回                                                    | 2007年8月23日 - 26日                   | 宮本勝昌                               | -15                                    | 芥屋ゴルフ倶楽部                         |
| アンダーアーマーKBCオーガスタゴルフトーナメント           |                                        |                                        |                                        |                                          |
| 開催回                                                    | 開催期間                               | 優勝者名                               | スコア                                 | 開催コース                               |
| 第34回                                                    | 2006年8月24日 - 27日                   | 手嶋多一                               | -16                                    | 芥屋ゴルフ倶楽部                         |
| 第33回                                                    | 2005年8月25日 - 28日                   | 伊沢利光                               | -20                                    | 芥屋ゴルフ倶楽部                         |
| 久光製薬KBCオーガスタゴルフトーナメント                   |                                        |                                        |                                        |                                          |
| 開催回                                                    | 開催期間                               | 優勝者名                               | スコア                                 | 開催コース                               |
| 第32回                                                    | 2004年8月26日 - 29日                   | スティーブン・コンラン                 | -7                                     | 芥屋ゴルフ倶楽部                         |
| 第31回                                                    | 2003年8月28日 - 31日                   | 田島創志                               | -19                                    | 芥屋ゴルフ倶楽部                         |
| 第30回                                                    | 2002年8月29日 - 9月1日                 | 湯原信光                               | -7                                     | 芥屋ゴルフ倶楽部                         |
| 第29回                                                    | 2001年8月23日 - 26日                   | 平石武則                               | -15                                    | 芥屋ゴルフ倶楽部                         |
| 第28回                                                    | 2000年8月24日 - 27日                   | 伊沢利光                               | -18                                    | 芥屋ゴルフ倶楽部                         |
| 第27回                                                    | 1999年8月26日 - 29日                   | 米山剛                                 | -11                                    | 芥屋ゴルフ倶楽部                         |
| 第26回                                                    | 1998年8月27日 - 30日                   | 尾崎将司                               | -13                                    | 芥屋ゴルフ倶楽部                         |
| 第25回                                                    | 1997年8月28日 - 31日                   | 尾崎将司                               | -22                                    | 芥屋ゴルフ倶楽部                         |
| 第24回                                                    | 1996年8月22日 - 25日                   | 尾崎将司                               | -15                                    | 芥屋ゴルフ倶楽部                         |
| 第23回                                                    | 1995年8月24日 - 27日                   | 細川和彦                               | -17                                    | 芥屋ゴルフ倶楽部                         |
| 第22回                                                    | 1994年8月25日 - 28日                   | ブライアン・ワッツ                     | -17                                    | 芥屋ゴルフ倶楽部                         |
| ダイワKBCオーガスタゴルフトーナメント                     |                                        |                                        |                                        |                                          |
| 開催回                                                    | 開催期間                               | 優勝者名                               | スコア                                 | 開催コース                               |
| 第21回                                                    | 1993年8月26日 - 29日                   | 陳志忠                                 | -11                                    | 芥屋ゴルフ倶楽部                         |
| 第20回                                                    | 1992年8月27日 - 30日                   | 陳志明                                 | -12                                    | 芥屋ゴルフ倶楽部                         |
| 第19回                                                    | 1991年8月29日 - 9月1日                 | レイモンド・フロイド                   | -15                                    | 九州志摩カントリークラブ芥屋ゴルフコース |
| 第18回                                                    | 1990年8月23日 - 26日                   | 尾崎将司                               | -19                                    | 九州志摩カントリークラブ芥屋ゴルフコース |
| 第17回                                                    | 1989年8月24日 - 27日                   | 杉原輝雄                               | -7                                     | 九州志摩カントリークラブ芥屋ゴルフコース |
| KBCオーガスタゴルフトーナメント                           |                                        |                                        |                                        |                                          |
| 開催回                                                    | 開催期間                               | 優勝者名                               | スコア                                 | 開催コース                               |
| 第16回                                                    | 1988年8月25日 - 28日                   | 倉本昌弘                               | -12                                    | 九州志摩カントリークラブ芥屋ゴルフコース |
| 第15回                                                    | 1987年8月27日 - 30日                   | 藤木三郎                               | -14                                    | 九州志摩カントリークラブ芥屋ゴルフコース |
| 第14回                                                    | 1986年8月28日 - 31日                   | 青木功                                 | -6                                     | 九州志摩カントリークラブ芥屋ゴルフコース |
| 第13回                                                    | 1985年8月29日 - 9月1日                 | 飯合肇                                 | -10                                    | 九州志摩カントリークラブ芥屋ゴルフコース |
| 第12回                                                    | 1984年8月23日 - 26日                   | 尾崎直道                               | -13                                    | 九州志摩カントリークラブ芥屋ゴルフコース |
| 第11回                                                    | 1983年8月25日 - 28日                   | 藤木三郎                               | -15                                    | 九州志摩カントリークラブ芥屋ゴルフコース |
| 第10回                                                    | 1982年8月26日 - 29日                   | 陳志明                                 | -7                                     | 福岡カンツリー倶楽部和白コース           |
| 第9回                                                     | 1981年8月27日 - 30日                   | 謝敏男                                 | -9                                     | 福岡カンツリー倶楽部和白コース           |
| 第8回                                                     | 1980年8月28日 - 31日                   | 青木功                                 | -7                                     | 福岡カンツリー倶楽部和白コース           |
| 第7回                                                     | 1979年8月23日 - 26日                   | 草壁政治                               | -12                                    | 福岡カンツリー倶楽部和白コース           |
| 第6回                                                     | 1978年8月24日 - 27日                   | 山田健一                               | -12                                    | 福岡カンツリー倶楽部和白コース           |
| 第5回                                                     | 1977年8月25日 - 28日                   | ブライアン・ジョーンズ（英語版）       | -10                                    | 福岡カンツリー倶楽部和白コース           |
| 第4回                                                     | 1976年8月26日 - 29日                   | グラハム・マーシュ                     | -9                                     | 福岡カンツリー倶楽部和白コース           |
| 第3回                                                     | 1975年8月21日 - 24日                   | 前田新作                               | -10                                    | 福岡カンツリー倶楽部和白コース           |
| 第2回                                                     | 1974年8月22日 - 25日                   | 中村通                                 | -15                                    | 福岡カンツリー倶楽部和白コース           |
| 第1回                                                     | 1973年8月23日 - 26日                   | 青木功                                 | -22                                    | 福岡カンツリー倶楽部和白コース           |

## テレビ中継
2024年は、第2日・第3日の模様を福岡・佐賀ローカルで、最終日の模様をテレビ朝日系列フルネット局（九州朝日放送のみ13:55 - 16:15。その他の系列局は15:20飛び降り）で、いずれも生中継。これに加え、KBC九州朝日放送の公式youtubeチャンネルでも初日から生中継を行い、最終日は地上波とのリレー中継を行った。地上波のコメンタリー陣は以下の通り。また3日目は別途録画ダイジェストを同日深夜（翌日未明）にテレビ朝日系列フルネット局で放送した。
2日目、3日目
- 放送席プレーヤーズゲスト : 手嶋多一
- ラウンド解説 : 金谷多一郎
- 実況 : 2日目：沖繁義（九州朝日放送アナウンサー）、3日目：和田侑也（九州朝日放送アナウンサー）
- リポーター : 居内陽平（九州朝日放送アナウンサー）

最終日
- 解説 : 青木功
- プレーヤーズゲスト : 手嶋多一
- ラウンド解説 : 金谷多一郎
- 実況 : 和田侑也（九州朝日放送アナウンサー）
- リポーター : 居内陽平（九州朝日放送アナウンサー）

これに加え、大会サポーターとして、ゴルゴ松本、松田宣浩（2日目）、雪平莉左（3日目、最終日）が、岡田理沙（九州朝日放送アナウンサー）と共に大会を盛り上げた。
また、CS放送のスカイAでは『スカイA ゴルフシリーズ』として、最終日の朝の競技開始から前半終了まで生放送した（いずれも午前8時から午後1時まで）。コメンタリー陣は以下の通り。
- 解説 : 田中秀道
- 実況 : 山下剛（ABCテレビアナウンサー）

- 関西地方は1973年（第1回）と1974年（第2回）は、毎日放送（MBSテレビ、現・TBS系列）で放送されていたが、腸捻転解消を伴い、1975年（第3回）以降は朝日放送テレビ（ABCテレビ）で放送されている。
- 過去には初日にも生中継を行っていた他、2日目と併せて個別に番販購入して放送した系列局もあった（1986年・1987年頃の広島ホームテレビなど）。
- 2016年（第44回）は、最終日が雷雨接近により2時間58分プレーが中断されたため放送時間が15:20まで定刻通り中継された。
- 2020年は最終日の予定だった8月30日にKBCテレビ（福岡ローカル）で特別篇（13:55～）を放送。他ネット局は編成の都合で放送されず。
- 2021年は朝日放送テレビは第103回全国高校野球選手権大会・決勝中継のため、深夜に放送された。
- 2022年は3日目昼の第1部（14:21 - 15:30）を福岡ローカルで放送し、第2部は全国ネットで深夜0時（0:00 - 0:55）に放送（第1部と第2部表記はKBCのみ）。

## ジュニア育成プロジェクト
本トーナメント主催の九州朝日放送、マイナビABCチャンピオンシップ主催の朝日放送テレビ(ABC)、瀬戸内海放送(KSB)の3局で、次世代のジュニアを育てるための「ジュニア育成プロジェクト」を2006年から行っている。2008年まではKSB主催のマンシングウェアオープンKSBカップも含まれていた。瀬戸内海放送に関しては、マンシングウェアオープンKSBカップが休止になった後も本プロジェクトに関わっている。
これは、「全国高等学校ゴルフ選手権大会」や「JJGAジャパンゴルフジュニアオールスター」、「全国中学校ゴルフ選手権大会」等の成績上位者の中から選ばれ、次世代のジュニアゴルファー育成、ツアー活性化、選手レベルの向上等を目的としている。推薦対象の大会はそれぞれのゴルフトーナメントにより異なる。
また、2015年の「第43回 RIZAP KBCオーガスタゴルフトーナメント」からは、JGAの会員である中学校1年生から高校3年生までの男子を対象とした「RIZAP KBCオーガスタジュニアチャレンジゴルフ選手権」（2022年現在は「Sansan KBCオーガスタチャレンジ」、対象が九州沖縄高等学校・中学校ゴルフ連盟と大会事務局が推薦するアマチュア選手に限定）を行っており、同選手権の優勝者及び2位の選手（Sansan KBCオーガスタチャレンジは優勝者のみ）には本大会の出場権が与えられる。